# アイ・ニード・トゥ・ウェイク・アップ
「アイ・ニード・トゥ・ウェイク・アップ」（"I Need to Wake Up"）は、メリッサ・エスリッジが作詞・作曲した楽曲であり、2006年のドキュメンタリー映画『不都合な真実』の主題歌として発表された。この曲によりエスリッジは第79回アカデミー賞歌曲賞を受賞した。
楽曲はエスリッジのグレイテスト・ヒッツ・アルバム『The Road Less Traveled』の豪華版のみに収録された。

## 受賞とノミネート
| 賞                               | 部門                     | 候補                                                            | 結果       |
| -------------------------------- | ------------------------ | --------------------------------------------------------------- | ---------- |
| アカデミー賞                     | 歌曲賞                   | 「アイ・ニード・トゥ・ウェイク・アップ」 - メリッサ・エスリッジ | 受賞       |
| クリティクス・チョイス・アワード | 歌曲賞                   | 「アイ・ニード・トゥ・ウェイク・アップ」 - メリッサ・エスリッジ | ノミネート |
| グラミー賞                       | ビジュアルメディア楽曲賞 | 「アイ・ニード・トゥ・ウェイク・アップ」 - メリッサ・エスリッジ | ノミネート |